# Villains
Villains – siódmy album studyjny amerykańskiego zespołu rockowego Queens of the Stone Age, wydany 25 sierpnia 2017 roku przez Matador Records.

## Lista utworów
1. Feet Don't Fail Me – 5:41
2. The Way You Used to Do – 4:34
3. Domesticated Animals – 5:20
4. Fortress – 5:27
5. Head Like a Haunted House – 3:21
6. Un-Reborn Again – 6:40
7. Hideaway – 4:18
8. The Evil Has Landed – 6:30
9. Villains of Circumstance – 6:09